# Do We Have a Problem?
«Do We Have a Problem?» — песня американской хип-хоп-исполнительницы Ники Минаж при участии рэпера Lil Baby. Песня была издана 4 февраля 2022 года.
Это первый релиз Минаж в качестве лидирующего исполнителя после «What That Speed Bout!?» при участии Mike Will Made It и YoungBoy Never Broke Again в 2020 году.

## История
30 сентября 2020 года Минаж родила сына, прозванного «Papa Bear», и объявила об уходе из музыки, чтобы сосредоточиться на воспитании ребёнка.
После участия в ремиксе на сингл Bia «Whole Lotta Money» 2021 года и дебютный сингл Джеси Нельсон «Boyz» 2021 года, Минаж начала выкладывать тизеры новой музыки в январе 2022 года и выпустила тизер песни «Do We Have a Problem?» 31 января. Она также поделилась горячей линией и попросила поклонников откликнуться с проблемами, с которыми они сталкиваются в своей жизни, на которые она ответит.

## Отзывы
Джессика МакКинни из Complex похвалила подачу Минаж в первом куплете, сказав, что она «демонстрирует своё мастерство, вплетаясь в различные потоки и отдавая дань уважения павшим рэперам», а Эрик Скелтон сказал, что она «явно пытается продвинуть себя на новую территорию» в этой песне; он также назвал песню амбициозной и сказал, что «по большей части… Ники добилась того, к чему стремилась».

## Коммерческий успех
«Do We Have a Problem?» входит в топ-20 на семи территориях. Песня дебютировала на седьмой строчке в чарте Billboard Global 200 от 19 февраля 2022 года, что принесло Минаж 11-й хит нём и первый случай попадания в топ-10, а для Lil Baby его пятый хит.
В США «Do We Have a Problem?» дебютировал на втором месте в чарте Billboard Hot 100 от 19 февраля 2022 года, уступив первое место песне «We Don’t Talk About Bruno». Трек стал 20-м хитом Минаж в топ-10 рейтинга Hot 100 и девятым для Lil Baby; одновременно он стал самой популярной записью Lil Baby с тех пор, как песня «Girls Want Girls» также заняла второе место в сентябре 2021 года. Кроме того, «Do We Have a Problem?» дебютировал на вершине чарта Digital Song Sales с продажами 48 000 цифровых загрузок, проданных за первую неделю, что сделало Минаж девятым лидером этого хит-парада и первым чарттоппером для Lil Baby. Песня набрала 24,4 миллиона прослушиваний по запросу, что позволило ей дебютировать на втором месте в чарте Streaming Songs. «Do We Have a Problem?» также возглавил чарты Hot R&B/Hip-Hop Songs и Hot Rap Songs, став для Минаж седьмым чарттоппером и первым для Lil Baby в обоих.

## Музыкальное видео
Минаж выпустила тизер к клипу 31 января 2022 года. Клип посвящен фильму 2010 года «Солт», который Минаж называет «одним из своих любимых фильмов». В девятиминутном клипе, снятом режиссером Бенни Бумом, снялись актеры Кори Хардрикт и Джозеф Сикора, а Минаж сыграла двойного агента. Она выпустила официальное музыкальное видео 4 февраля 2022 года.

## Чарты
| Чарт (2022)                           | Высшая позиция |
| ------------------------------------- | -------------- |
| Австралия (ARIA)                      | 64             |
| Канада (Billboard Canadian Hot 100)   | 14             |
| Франция (SNEP)                        | 193            |
| Мир (Billboard Global 200)            | 7              |
| Греция (IFPI)                         | 50             |
| Венгрия (Single Top 40)               | 7              |
| Ирландия (IRMA)                       | 48             |
| Новая Зеландия (RMNZ)                 | 6              |
| Португалия (AFP)                      | 114            |
| Швейцария (Schweizer Hitparade)       | 78             |
| Великобритания (OCC UK Singles)       | 31             |
| Великобритания (OCC UK Hip Hop/R&B)   | 16             |
| США (Billboard Hot 100)               | 2              |
| США (Billboard Hot R&B/Hip-Hop Songs) | 1              |

## История выхода
| Страна | Дата           | Формат                     | Лейбл    | Ссылки |
| ------ | -------------- | -------------------------- | -------- | ------ |
| Мир    | 4 февраля 2022 | Цифровые загрузки стриминг | Republic | [ 26 ] |